# Sarso
Sarso je otok u blizini obale Saudijske Arabije, na zapadnom kraju Farasanskih otoka, u Crvenom moru.
Površina otoka je 22.6 km2.